# Seis Nações 2011
O Torneio Seis Nações 2011 de Rugby, conhecido como o RBS 6 Nations 2011, devido ao patrocínio do torneio pelo Royal Bank of Scotland, foi a 12 ª série do Torneio Seis Nações. O campeonato anual de Rugby Union do hemisfério norte é contestado pela  Inglaterra, França, Irlanda, Itália, Escócia e País de Gales.
Incluindo as competição anteriores, como o Home Championship e o Five Nations Championship, foi a edição 119 do anual campeonato do Hemisfério Norte. 

A maior novidade de esta temporada foi a abertura na Irlanda do seu novo Estádio Aviva no antigo local de Lansdowne Road.
 
Pela primeira vez na sua história, o torneio foi aberto com um jogo na sexta-feira à noite.

O torneio foi vencido pela Inglaterra (26º título), ganhando a Calcutta Cup, faltando o Grand Slam e a Tríple Crown perdendo a última rodada contra a Irlanda.
Vice-campeã foi a França.
A Irlanda ganhou o Centenary Quaich (contra a Escócia) e o Millennium Trophy (contra a Inglaterra).
A Itália fechou este ano em último lugar, apesar da primeira vitória contra a França ganhar o Trofeo Garibaldi.

## Classificação
| Colocação | Seleção       | Partidas | Partidas | Partidas | Partidas | Pontuação | Pontuação | Pontuação | Pontuação | Pontos |
| Colocação | Seleção       | Jogos    | Vitórias | Empates  | Derrotas | Marcados  | Sofridos  | Saldo     | Tries     | Pontos |
| --------- | ------------- | -------- | -------- | -------- | -------- | --------- | --------- | --------- | --------- | ------ |
| 1         | Inglaterra    | 5        | 4        | 0        | 1        | 132       | 81        | +51       | 13        | 8      |
| 2         | França        | 5        | 3        | 0        | 2        | 117       | 91        | +26       | 10        | 6      |
| 3         | Irlanda       | 5        | 3        | 0        | 2        | 93        | 81        | +12       | 10        | 6      |
| 4         | País de Gales | 5        | 3        | 0        | 2        | 95        | 89        | +6        | 6         | 6      |
| 5         | Escócia       | 5        | 1        | 0        | 4        | 82        | 109       | -27       | 6         | 2      |
| 6         | Itália        | 5        | 1        | 0        | 4        | 70        | 138       | -68       | 6         | 2      |

Pontuação: Victoria = 2, Empate = 1, Derrota = 0 

## Jogos

### 1 Rodada
| 4 de Fevereiro de 2011                                      |         |                                                                 |                                                                    |
| País de Gales                                               | 19 - 26 | Inglaterra                                                      | Millennium Stadium, Cardiff Público: 74,276 Árbitro: Alain Rolland |
| Tries: Stoddart Conv.: S. Jones Penais: Hook, S. Jones (3). |         | Tries: Ashton (2) Conv.: Flood (2) Penais: Flood (3), Wilkinson | Millennium Stadium, Cardiff Público: 74,276 Árbitro: Alain Rolland |

| 5 de Fevereiro de 2011                           |         |                                                                             |                                                             |
| Itália                                           | 11 - 13 | Irlanda                                                                     | Stadio Flaminio, Rome Público: 32,000 Árbitro: Romain Poite |
| Tries: McLean 75' Penais: Mi. Bergamasco 6', 40' |         | Tries: O'Driscoll 44' Conv.: Sexton (1) Penais: Sexton 28' Drop: O'Gara 78' | Stadio Flaminio, Rome Público: 32,000 Árbitro: Romain Poite |

| 5 de Fevereiro de 2011 17:00 |         |                                                                      |                                                              |
| França | 34 - 21 | Escócia                                                              | Stade de France, Paris Público: 78,595 Árbitro: Wayne Barnes |
| Tries: Médard 2' Penalty try 29' Harinordoquy 54' Traille 68' Conv.: Parra (2) Yachvili (2) Penais: Yachvili 79' Drop: Trinh-Duc 9' |         | Tries: Kellock 18' Brown 60' Lamont 75' Conv.: Parks (2) Jackson (1) | Stade de France, Paris Público: 78,595 Árbitro: Wayne Barnes |

### 2 Rodada
| 12 de Fevereiro de 2011 |         |                                                                    |                                                           |
| Inglaterra | 59 - 13 | Itália                                                             | Twickenham, London Público: 80,810 Árbitro: Craig Joubert |
| Tries: Ashton 3', 25', 54', 76' Cueto 30' Tindall 35' Care 58' Haskell 72' Conv.: Flood (5) Wilkinson (3) Penais: Flood (1) 10' |         | Tries: Ongaro 70' Conv.: Bergamasco (1) Penais: Bergamasco 4', 12' | Twickenham, London Público: 80,810 Árbitro: Craig Joubert |

| 12 de Fevereiro de 2011 |        |                                                                         |                                                               |
| Escócia                 | 6 - 24 | País de Gales                                                           | Murrayfield, Edinburgh Público: 60,259 Árbitro: George Clancy |
| Penais: Parks 31', 58'  |        | Tries: Williams 8', 70' Conv.: Hook (1) Penais: Hook 13', 18', 21', 65' | Murrayfield, Edinburgh Público: 60,259 Árbitro: George Clancy |

| 13 de Fevereiro de 2011                                                                    |         |                                                                                          |                                                             |
| Irlanda                                                                                    | 22 - 25 | França                                                                                   | Aviva Stadium, Dublin Público: 51,000 Árbitro: Dave Pearson |
| Tries: McFadden 4' O'Leary 37' Heaslip 67' Conv.: Sexton (1) O'Gara (1) Penais: Sexton 15' |         | Tries: Médard 54' Conv.: Yachvili (1) Penais: Parra 10', 18', 20', 27', 48' Yachvili 62' | Aviva Stadium, Dublin Público: 51,000 Árbitro: Dave Pearson |

### 3 Rodada
| 26 de Fevereiro de 2011                                  |         | |                                                             |
| Itália                                                   | 16 - 24 | País de Gales                                                                                       | Stadio Flaminio, Rome Público: 32,000 Árbitro: Wayne Barnes |
| Tries: Canale 5' Parisse 52' Penais: Bergamasco 12', 26' |         | Tries: Stoddart 9' Warburton 13' Conv.: S. Jones (1) Penais: S. Jones 3', 38', 40+2' Drop: Hook 73' | Stadio Flaminio, Rome Público: 32,000 Árbitro: Wayne Barnes |

| 26 de Fevereiro de 2011                                   |        |                               |                                                         |
| Inglaterra                                                | 17 - 9 | França                        | Twickenham, London Público: 82,107 Árbitro: Steve Walsh |
| Tries: Foden 42' Penais: Flood 5', 13', 17' Wilkinson 52' |        | Penais: Yachvili 7', 19', 22' | Twickenham, London Público: 82,107 Árbitro: Steve Walsh |

| 27 de Fevereiro de 2011                                       |         |                                                           |                                                             |
| Escócia                                                       | 18 - 21 | Irlanda                                                   | Murrayfield, Edinburgh Público: 63,082 Árbitro: Nigel Owens |
| Penais: Paterson 16', 17', 32', 58' Parks 66' Drop: Parks 70' |         | Tries: Heaslip 6' Reddan 29' O'Gara 53' Conv.: O'Gara (3) | Murrayfield, Edinburgh Público: 63,082 Árbitro: Nigel Owens |

### 4 Rodada
| 12 de Março de 2011                                                             |         |                                                                         |                                                               |
| Itália                                                                          | 22 - 21 | França                                                                  | Stadio Flaminio, Rome Público: 34,000 Árbitro: Bryce Lawrence |
| Tries: Masi 59' Conv.: Bergamasco (1) Penais: Bergamasco 1', 23', 63', 70', 75' |         | Tries: Clerc 14' Parra 50' Conv.: Parra (1) Penais: Parra 19', 44', 66' | Stadio Flaminio, Rome Público: 34,000 Árbitro: Bryce Lawrence |

| 12 de Março de 2011                                                          |         |                                                                |                                                                      |
| País de Gales                                                                | 19 - 13 | Irlanda                                                        | Millennium Stadium, Cardiff Público: 74,233 Árbitro: Jonathan Kaplan |
| Tries: Phillips 50' Conv.: Hook (1) Penais: Hook 19', 27', 68' Halfpenny 38' |         | Tries: O'Driscoll 2' Conv.: O'Gara (1) Penais: O'Gara 32', 40' | Millennium Stadium, Cardiff Público: 74,233 Árbitro: Jonathan Kaplan |

| 13 de Março de 2011                                                                  |         |                                                                                |                                                          |
| Inglaterra                                                                           | 22 - 16 | Escócia                                                                        | Twickenham, London Público: 82,120 Árbitro: Romain Poite |
| Tries: Croft 67' Conv.: Wilkinson (1) Penais: Flood 15', 23', 29', 57' Wilkinson 79' |         | Tries: Evans 74 Conv.: Paterson (1) Penais: Paterson 3', 20' Drop: Jackson 40' | Twickenham, London Público: 82,120 Árbitro: Romain Poite |

### 5 Rodada
| 19 de Março de 2011                                                           |        |                                    |                                                               |
| Escócia                                                                       | 21 - 8 | Itália                             | Murrayfield, Edinburgh Público: 42,464 Árbitro: Alain Rolland |
| Tries: De Luca 46' Walker 54' Conv.: Paterson (1) Penais: Paterson 3' 18' 67' |        | Tries: Masi Penais: Bergamasco 30' | Murrayfield, Edinburgh Público: 42,464 Árbitro: Alain Rolland |

| 19 de Março de 2011                                                            |        |                                       |                                                                 |
| Irlanda                                                                        | 24 - 8 | Inglaterra                            | Aviva Stadium, Dublin Público: = 51,000 Árbitro: Bryce Lawrence |
| Tries: Bowe 27' O’Driscoll 46' Conv.: Sexton (1) Penais: Sexton 6' 14' 22' 37' |        | Tries: Thompson 52' Penais: Flood 32' | Aviva Stadium, Dublin Público: = 51,000 Árbitro: Bryce Lawrence |

| 19 de Março de 2011                                                        |        |                         |                                                               |
| França                                                                     | 28 - 9 | País de Gales           | Stade de France, Paris Público: 79,798 Árbitro: Craig Joubert |
| Tries: Nallet 37', 43' Clerc 58' Conv.: Parra (2) Penais: Parra 7' 25' 52' |        | Penais: Hook 2' 42' 48' | Stade de France, Paris Público: 79,798 Árbitro: Craig Joubert |

## Campeã
| Seis Nações 2011        |
| ----------------------- |
| Inglaterra (26º título) |